# Fostamatinib
Le fostamatinib est une molécule de type inhibiteur de tyrosine kinase utilisé comme médicament dans le purpura thrombopénique idiopathique et vendu sous les marques Tavalisse et Tavlesse.

## Mode d'action
Le fostamatinib est un inhibiteur de la tyrosine kinase qui bloque l'enzyme tyrosine kinase de la rate. Cela réduit la destruction des plaquettes par le système immunitaire.

## Usage médical
Le fostamatinib est un médicament utilisé pour traiter la thrombocytopénie immunitaire chronique,. Le médicament est utilisé dans les cas où d’autres médicaments n’ont pas fonctionné, et il se prend par voie orale.

## Effets secondaires
Les effets secondaires du fostamatinib comprennent la diarrhée, l'hypertension artérielle, les nausées, les infections respiratoires, les étourdissements, les problèmes hépatiques, les éruptions cutanées, les douleurs abdominales, la fatigue, les douleurs thoraciques et le faible nombre de globules blancs. L'utilisation de ce médicament pendant la grossesse peut nuire au fœtus.

## Histoire
Le fostamatinib a été approuvé pour un usage médical aux États-Unis en 2018 et en Europe en 2020,. Au Royaume-Uni, une dose de 150 mg deux fois par jour coûte environ 4 600 livres sterling par mois à partir de 2021. Ce montant aux États-Unis coûte environ 13 000 dollars américains.